# 잭 브래프
잭 브래프(Zach Braff, 1975년 4월 6일 ~ )는 미국의 배우이다.

## 출연 작품
- 《맨해튼 미스터리》 (1993)
- 《오즈: 그레이트 앤 파워풀》 (2013)

## 감독 작품
- 《고잉 인 스타일》 (2017)